# Francis Pacherie
Francis Pacherie, né à Limoges le 5 avril 1965, est un créatif français, littéraire, auteur de jeux de société et dessinateur.

## Biographie
Francis Pacherie passa son enfance près du village de Solignac, en Haute-Vienne. Il est un ancien élève de l'Institut franco-américain de management (promotion 1984), diplômé de l'université de Hartford en 1987.

## Ludographie
Jeux de société
- Africa 1880, Tilsit Éditions], 1997[4]
- Quivive, Gigamic, 1998[5]
- Vox Populi, Tilsit Éditions, 1999[6]
- Les voleurs de Bagdad, Tilsit Éditions, 2000 (édité en anglais sous le nom de Thieves of Bagdad)[7]
- Ivanhoe, Tilsit Éditions, 2001 (édité en anglais sous le nom de Castle Lords)[8]
- Shaman, encart dans le magazine Jeux sur un plateau n°15[9]
- Sputnik, Gigamic,2005 (adaptation de Quivive)[10]
- Les Whoopies, Ferti, 2006 (coauteur avec Jean Georges, adaptation du jeu Tireboule)[11]
- Apagos, Owlydays et Mica Games, 2011.

Inventeur d'énigmes insérées dans les jeux vidéo
- Retour sur l'île mystérieuse, Kheops Studio, 2004 (édité en anglais sous le nom de Return on mysterious island par The Adventure Company)[12]
- De la Terre à la Lune, Kheops Studio, 2005 (édité en anglais sous le nom de Voyage par The Adventure Company)[12].

Dessinateur et auteur d'articles dans la presse
- Le Farfadet - illustrateur et chroniqueur[13]
- Contrejour (fanzine) - illustrateur[14]
- Runes - illustrateur[15]
- Graal - rédacteur en chef, illustrateur, chroniqueur[16]
- Casus Belli - chroniqueur[17]
- Espace Jeux  - chroniqueur[18]
- Dragon magazine - chroniqueur[19]
- Jeux sur un plateau - illustrateur, chroniqueur et inventeur de devinettes (Les énigmes de la Chouette)[20]
- Chroniques d'Altaride (fanzine) - illustrateur[21].

## Autres réalisations
Illustrateur pour la série de livres Les Grandes Batailles de l'histoire, Socomer Editions, Paris, 1989 et 1990.
Inventeur d'une méthode de prévention du risque routier baptisée C.R.I.S.T.A.L., éditée par Prévention routière (association) et enseignée au CNPP.
Inventeur d'énigmes et de devinettes publiées dans les magazines Terres Lointaines et Jeux sur un plateau
Traducteur de l'ouvrage autobiographique de Johannes Greber, Communication with the spirit World.